# Morpho carbonaria
Morpho carbonaria är en fjärilsart som beskrevs av Le Moult och Real 1962. Morpho carbonaria ingår i släktet Morpho och familjen praktfjärilar. Inga underarter finns listade i Catalogue of Life.